# Deszpot
Deszpot (Despot, Zenowic, Zenowicz, Zieniewicz) – polski herb szlachecki, używany przez kilkanaście rodzin.

## Opis herbu
Opis z wykorzystaniem zasad blazonowania, zaproponowanych przez Alfreda Znamierowskiego: 

W polu czerwonym, półpierścień złoty barkiem do góry. Nad nim, krzyż kawalerski złoty.

W klejnocie, kruk z pierścionkiem w dziobie.

## Najwcześniejsze wzmianki
Po raz pierwszy, herb pojawia się w źródłach w XVI wieku – w Herbach rycerstwa polskiego Paprockiego i Orbis Polonus Okolskiego, a także w Kronice Bielskiego. Nie zachowały się z tego okresu barwy godła, zaś herb występuje pod nazwą Zienowic. Rekonstrukcja barw pojawia się u Kaspra Niesieckiego.

## Herbowni
Tadeusz Gajl wymienia następujące rody herbownych:
Despot, Deszpot, Kibort, Kijek, Kijek-Kostrzeński, Kostrzeń, Kostrzeński, Kostrzyński, Łopatyński, Mładanowicz, Zejnowicz, Zenowicz, Zieniewicz, Zienowicz, Żyniew.